# Herminia lunalis
Herminia lunalis là một loài bướm đêm trong họ Noctuidae.